# Flume (album)
Flume is het naar zichzelf vernoemd debuutalbum van Flume. Het is uitgegeven op 9 november 2012 door Future Classic. De deluxe-editie was uitgegeven op 12 november 2013.

## Nummers
Alle muziek en teksten zijn geschreven door Harley Streten tenzij vermeld. 
| Nr. | Titel                             | Duur |
| --- | --------------------------------- | ---- |
| 1.  | Sintra                            | 2:35 |
| 2.  | Holdin On                         | 2:34 |
| 3.  | Left Alone (met Chet Faker)       | 3:29 |
| 4.  | Sleepless (met Jezzabell Doran)   | 3:29 |
| 5.  | On Top (met T.Shirt)              | 3:51 |
| 6.  | Stay Close                        | 2:56 |
| 7.  | Insane (met Moon Holiday)         | 3:33 |
| 8.  | Change                            | 2:30 |
| 9.  | Ezra                              | 3:37 |
| 10. | More Than You Thought             | 4:05 |
| 11. | Space Cadet                       | 2:12 |
| 12. | Bring You Down (met George Maple) | 4:38 |
| 13. | Warm Thoughts                     | 3:48 |
| 14. | What You Need                     | 4:10 |
| 15. | Star Eyes                         | 2:26 |

| Nr. | Titel                                                          | Original artist | Duur |
| --- | -------------------------------------------------------------- | --------------- | ---- |
| 1.  | Intro (met Stalley)                                            |                 | 3:54 |
| 2.  | Space Cadet (met Ghostface Killah en Autre Ne Veut)            |                 | 1:57 |
| 3.  | Insane (met Moon Holiday en Killer Mike)                       |                 | 2:07 |
| 4.  | Stay Close (met Alexander Spit, Boldy James en Aaron Cohen)    |                 | 2:44 |
| 5.  | Holdin' On (met Freddie Gibbs)                                 |                 | 2:47 |
| 6.  | Change (met How to Dress Well)                                 |                 | 2:38 |
| 7.  | Warm Thoughts (met Grande Marshall and Goldie Glo)             |                 | 2:45 |
| 8.  | Sleepless (met Twin Shadow en Jezzabell Doran)                 |                 | 1:49 |
| 9.  | HyperParadise (Flume's Mixtape Version) (met M.O.P.)           | Hermitude       | 1:19 |
| 10. | You & Me (Flume Remix) (met Eliza Doolittle)                   | Disclosure      | 4:42 |
| 11. | HyperParadise (Flume Remix)                                    | Hermitude       | 4:26 |
| 12. | A Baru in New York (Flume Soundtrack Version)                  | Yolanda Be Cool | 5:37 |
| 13. | Zimbabwe (Flume Remix)                                         | New Navy        | 3:33 |
| 14. | Sleepless (Shlohmo Remix) (met Jezzabell Doran)                |                 | 5:17 |
| 15. | Holdin' On (123MRK Remix)                                      |                 | 3:40 |
| 16. | Left Alone (Ta-Ku Remix) (met Chet Faker)                      |                 | 4:01 |
| 17. | Holdin' On (Hermitude Remix)                                   |                 | 3:46 |
| 18. | Insane (L D R U Remix) (met Moon Holiday)                      |                 | 3:50 |
| 19. | The Greatest View (met Isabella Manfredi) (iTunes bonus track) |                 | 4:02 |